# بيتر دالي
بيتر دالي (بالإنجليزية: Peter Dale) هو سباح أسترالي، ولد في 30 أكتوبر 1963.

## روابط خارجية
- بيتر دالي على موقع الاتحاد الدولي للسباحة (الإنجليزية)
- بيتر دالي على موقع أوليمبيديا (الإنجليزية)
- بيتر دالي على موقع اتحاد ألعاب الكومنولث (مؤرشف) (الإنجليزية)